# Родина Адамсів (фільм, 1991)
«Родина Аддамсів», «Сімейка Аддамс» (англ. The Addams Family) — фільм режисера Баррі Зонненфельда, знятий за мотивами однойменного серіалу 1960-х років і коміксів Чарльза Аддамса.

## Сюжет
Аддамс — дивна інфернально-чаклунська сімейка, перекочувала на кіноекран з популярних коміксів Чарльза Аддамса.
Глава сім'ї мріє возз'єднатися зі своїм старшим братом, що безслідно зник багато років тому, і тому вся сім'я раз на рік влаштовує спіритичний сеанс, щоб увійти з ним у контакт. І от якось їм «відповідають». Але це не привид — за дверима сам Фестер і доктор Піндер-Шльосс, яка його привела — адже йому «добряче дісталося» в Бермудському трикутнику. Гомес щасливий, але скоро його починають терзати смутні сумніви — вже занадто значні провали в пам'яті дорогого братика. Дружина і дочка теж підозрюють, що Фестер — самозванець, але не хочуть засмучувати Гомеса. Їм невтямки, що «доктор» займається лихварством, а «Фестер» — це її поголений і загримований син, випадковим чином схожий на справжнього Фестера. А навів їх на сімейку Аддамсів адвокат Гомеса, Таллі, що безнадійно заборгував їм, і підкинув ідею таким чином дістатися до скарбів «могильної» сімейки.
Доктор Піндер-Шльосс на якийсь час заспокоює їх. На балу, даному на честь «Фестера», збирається вся рідня. Там адвокат Таллі дізнається, що справжнім спадкоємцем є старший брат, і вирішує судом виселити Аддамсів з їхнього будинку. Суддя, якого добряче діставали такі сусіди, «не бачить перешкод» для виселення. На тому ж балу дочка Гомеса підслухала розмову лже-Фестера з доктором і переконалася в тому, що вони — родичі. Аддамси животіють у злиднях, а нові господарі особняка намагаються подолати пастки і дістатися до скарбниці. У них нічого не виходить, і вони вирішують випитати секрет у Мортиши Аддамс, що потрапила в їхні руки. Гомес приходить в будинок, щоб врятувати дружину. «Фестер» в останній момент стає на його бік і допомагає розправитися зі своєю матір'ю і Таллі. Виявляється, Фестер не самозванець. Він втратив пам'ять 25 років тому і був усиновлений. Тепер він повернувся до своєї справжньої сім'ї.

## Акторський склад
| Актор            | Роль                                        |
| ---------------- | ------------------------------------------- |
| Рауль Хулія      | Гомес Аддамс                                |
| Анжеліка Х'юстон | Мортіша Аддамс                              |
| Крістофер Ллойд  | Фестер Аддамс / Гордон Кревен               |
| Джудіт Малина    | бабуся Аддамс                               |
| Елізабет Вілсон  | Ебігейл Кревен / доктор Грета Піндер-Шльосс |
| Карел Стрёйкен   | дворецький Ларч                             |
| Крістіна Річчі   | Вензді Аддамс                               |
| Джиммі Воркмен   | Паґслі Аддамс                               |
| Ден Хедайя       | адвокат Таллі Алфорд                        |
| Дана Айві        | Маргарет Алфорд                             |
| Мерседес Макнаб  | Аманда Бакман (дівчинка-скаут)              |
| Джон Френклін    | Кузен Ітт                                   |
| Крістофер Харт   | «Річ»                                       |

## Нагороди та номінації
- 1992 — номінація на премію «Оскар» за кращі костюми (Рут Майерс)[7]
- 1992 — номінація на премію «Золотий глобус» за кращу жіночу роль — комедія або мюзикл (Анжеліка Х'юстон)
- 1992 — дві номінації на премію BAFTA: кращий грим (Ферн Бачнер, Кетрін Джеймс, Кевін Хейні), краща робота художника (Річард Макдональд)
- 1992 — номінація на премію «Х'юго» за кращу драматичну постановку
- 1992 — дві номінації на премію MTV Movie & TV Awards: краща пісня (M. C. Hammer, «Addams Groove»), кращий поцілунок (Рауль Хулія, Анжеліка Х'юстон)
- 1992 — премія «Золота малина» за найгіршу оригінальну пісню (M. C. Hammer, «Addams Groove»)
- 1993 — 4 номінації на премію «Сатурн»: кращий фентезі-фільм, найкращий актор (Рауль Хулія), кращий молодий актор (Крістіна Річчі), кращі спецефекти (Алан Манро)
- 1993 — премія «Молодий актор» (Джиммі Воркмен) і номінація на цю премію (Крістіна Річчі)